# Sacra di San Michele
Sacra di San Michele (piem. Sacra 'd San Michel, franc. Saint-Michel de la Cluse) – opactwo zlokalizowane w miejscowości Sant’Ambrogio di Torino na północy Włoch, na wysokości 960 m n.p.m.
Kościół jest miejscem szczególnego kultu św. Michała Archanioła.

## Historia
Opactwo usytuowane jest na górze Pirchiriano (łac. Porcarianus, tzn. świńska góra) o wysokości 962 m n.p.m., wznoszącej się między Alpami Kotyjskimi a Niziną Padańską. Osadnictwo na tym terenie sięga czasów prehistorycznych. Warownie wznosili na wzgórzu Ligurowie i Celtowie. W 63 r., gdy Alpy Kotyjskie stały się prowincją rzymską, wzgórze ponownie ufortyfikowano i zamieniono w castrum. W 569 r. warownię przejęli Longobardowie. W VIII w., w czasach króla Dezyderiusza, powstały systemy wież i umocnień, mających bronić Dolinę Suzy przed najazdami od strony Europy, m.in. Franków – tzw. śluzy longobardzkie (clusae). Panowanie Franków nad tymi terenami objęło okres od 773 do 888. Następnie Alpy Zachodnie zostały zdobyte przez Saracenów.
Pod koniec X wieku na Pirchiriano założył pustelnię św. Jan z Besate, arcybiskup Rawenny, uczeń św. Romualda. Arcybiskup Jan miał doświadczyć objawienia Michała Archanioła, wybierającego wzniesienie na miejsce swojego kultu. Budowę klasztoru rozpoczęto za papieża Sylwestera II, którego pontyfikat przypadł na lata 999–1003. Żyjący pod koniec XI wieku mnich Wilhelm w swym dziele Chronicon Coenobii Sancti Michaelis de Clusa jako datę fundacji podaje rok 966. Cenobium rozbudował, ofiarowując je benedyktynom, francuski szlachcic Hugon z Montboissier. Była to cena, którą miał ponieść za uzyskanie odpustu. Opactwo, po wybudowaniu osobnego hospicjum dla podróżnych, stało się ważnym miejscem na szlaku przechodzącej w pobliżu Via Francigena, biegnącej z Anglii w kierunku Rzymu.
W roku 1090 hrabiowie Genewy podarowali opactwu Vallée de Chamonix oraz na początku XII wieku przeorat Port-Valais.
Opactwo rozwijało się swobodnie do 1379, kiedy ustanowiono urząd opata komendatoryjnego. W latach 1381–1622 życiem we wspólnocie zakonnej zarządzał przeor, a dochody wędrowały do nieprzebywającego nawet w opactwie opata komendatoryjnego. W 1622 papież Grzegorz XV, przekonany przez kard. Maurycego Sabaudzkiego, całkowicie zniósł wspólnotę benedyktyńską.
Opactwo solidnie ucierpiało w 1629 roku, zdobyte przez wojska francuskie.
Instytucja opactwa została zniesiona w okresie napoleońskim w 1803 roku. Przywrócił ją papież Pius VII w roku 1817, pozbawiając jednak przywileju niezależności od jakiegokolwiek biskupa (tzw. abbatia nullius). Stolica Apostolska podporządkowała opactwo ordynariuszowi diecezji Susy.
W 1836 r. na prośbę króla Karola Alberta Sabaudzkiego papież Grzegorz XVI specjalnym brewe powierzył opiekę duchową i materialna nad opactwem założonemu przez bł. Antonio Rosmini-Serbatiego zgromadzeniu rosminianów. Do opactwa przeniesione zostały z katedry turyńskiej ciała zmarłych członków sabaudzkiej rodziny królewskiej (m.in. księżnej Małgorzaty de Valois, księcia Franciszka Hiacynta, księżnej Marii Joanny Baptisty de Savoie-Nemours żony Karola Emanuela II, kard. Maurycego Sabaudzkiego). W 1867 rząd Królestwo Włoch, wprowadzając ustawę odbierającą dobra materialne zakonom i zgromadzeniom, pozbawił rosminianów niezbędnych dochodów, z których utrzymywali obiekt i wspólnotę.
Opactwo odwiedził 14 lipca 1991 papież Jan Paweł II.

## Kościół i dzieła sztuki
Kościół na szczycie jest utrzymany w stylach romańskim i gotyckim. Pierwotnie świątynia posiadała sklepienie krzyżowe, które zawaliło się w XVII wieku i zostało w nawie głównej zastąpione sklepieniem kolebkowym. W 1885 kościół ucierpiał na skutek trzęsienia ziemi. W XIX wieku, ze względu na ponowne niebezpieczeństwo zawalenia, rozebrano sklepienie kolebkowe i zastąpiono je trójdzielnym sklepieniem krzyżowym. Prace ukończono w 1937 roku. Kolumny, pilastry i krawędzie wewnątrz kościoła zdobią dekoracyjne kapitele. W tzw. starym chórze znajdują się grobowce rodziny sabaudzkiej przeniesione z katedry w Turynie 25 października 1836 roku.
W świątyni znajdują się m.in. następujące dzieła malarskie:
- Tryptyk z ok. 1520, przedstawiający Matkę Bożą karmiącą, pochodzący z dawnego ołtarza głównego. Na panelach bocznych przedstawieni zostali Archanioł Michał i św. Jan z Besate; na predelli sceny Nawiedzenia, Narodzenia oraz Pokłonu Mędrców. Fundatorem ołtarza był Urbano z Miolans, opat komendatoryjny w latach 1503–1522. Autorem jest Defendente Ferrari, aktywny w Piemocie latach 1511–1535[8].
- Fresk przedstawiający scenę Wniebowzięcia z 1505 roku (na lewo od wejścia), o wymiarach 6,50 x 4 m. Dzieło autorstwa Secondo del Bosco di Poirino przedstawia sceny: Złożenia do grobu, Zaśnięcia Matki Bożej i Wniebowzięcia.
- Fresk z legendą dotycząca powstania sanktuarium (na ścianie w tzw. starym chórze), prawdopodobnie z końca XVI wieku.
- Fresk ze sceną Zdjęcia z krzyża z 1505–1510. U dołu dwaj zmartwychwstali zmarli z kartuszami wzywającymi do nawrócenia, jednym w języku łacińskim, drugim w starofrancuskim.

Do kościoła prowadzą strome schody z połowy XII wieku. Na ich szczycie znajduje się ozdobny portal prowadzący do kościoła z ok. 1128–1130, zwany Portalem Zodiaku (wł. Portale dello Zodiaco), który jest dziełem rzeźbiarza Mikołaja z Ferrary (wł. Niccolò da Ferrara), poświadczonym inskrypcją z jego imieniem, umieszczoną na jednym z ościeży.

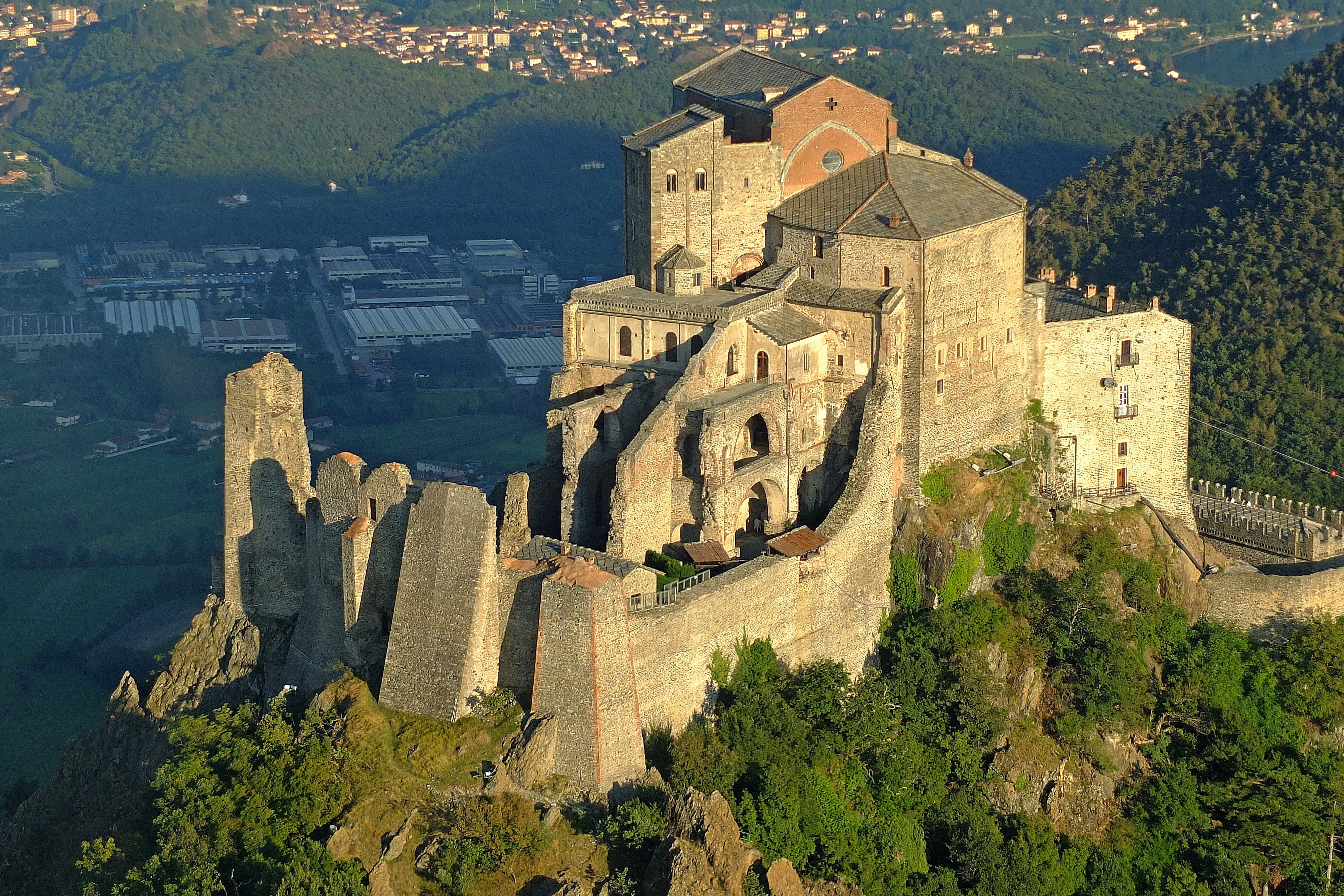
Z lotu ptaka
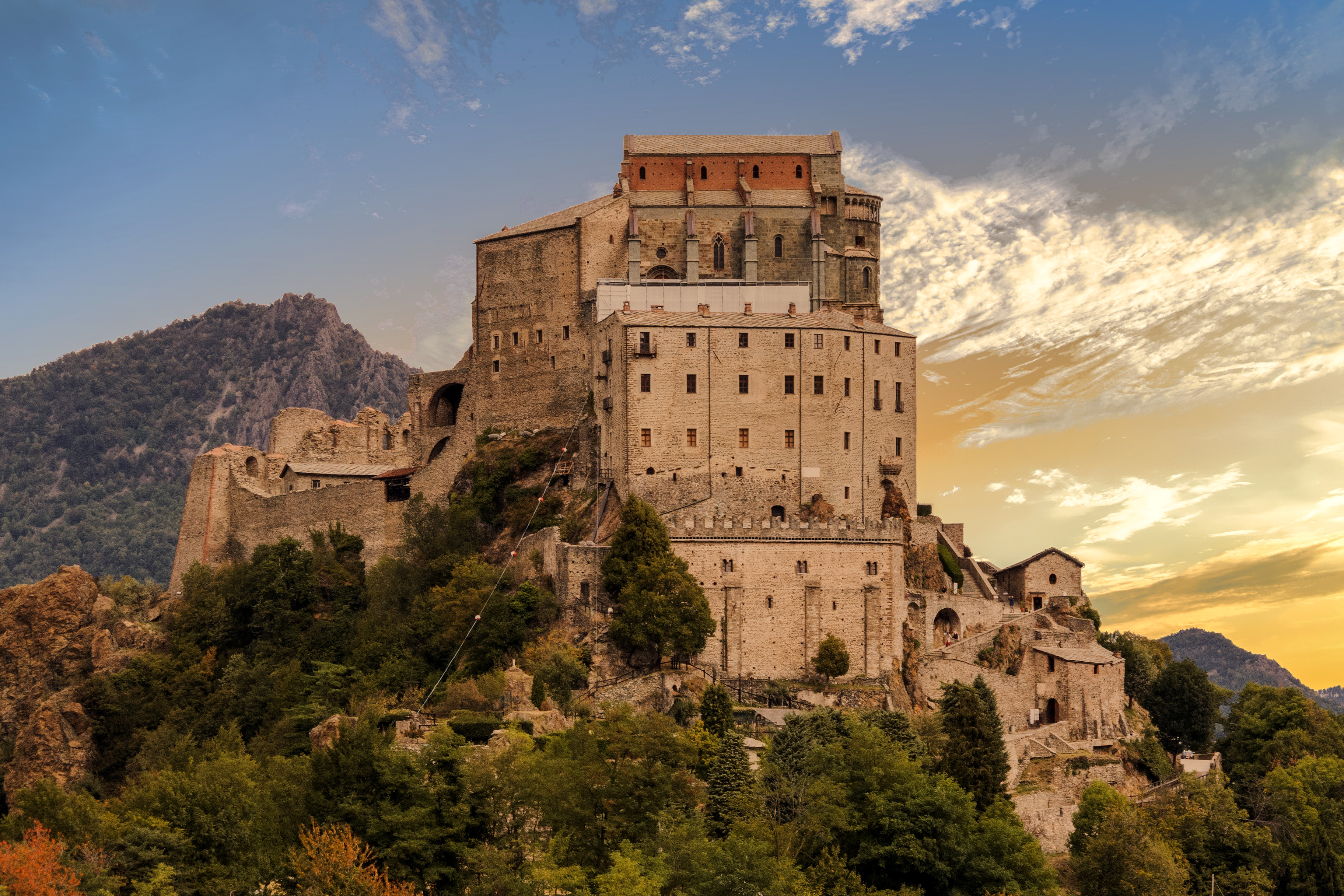
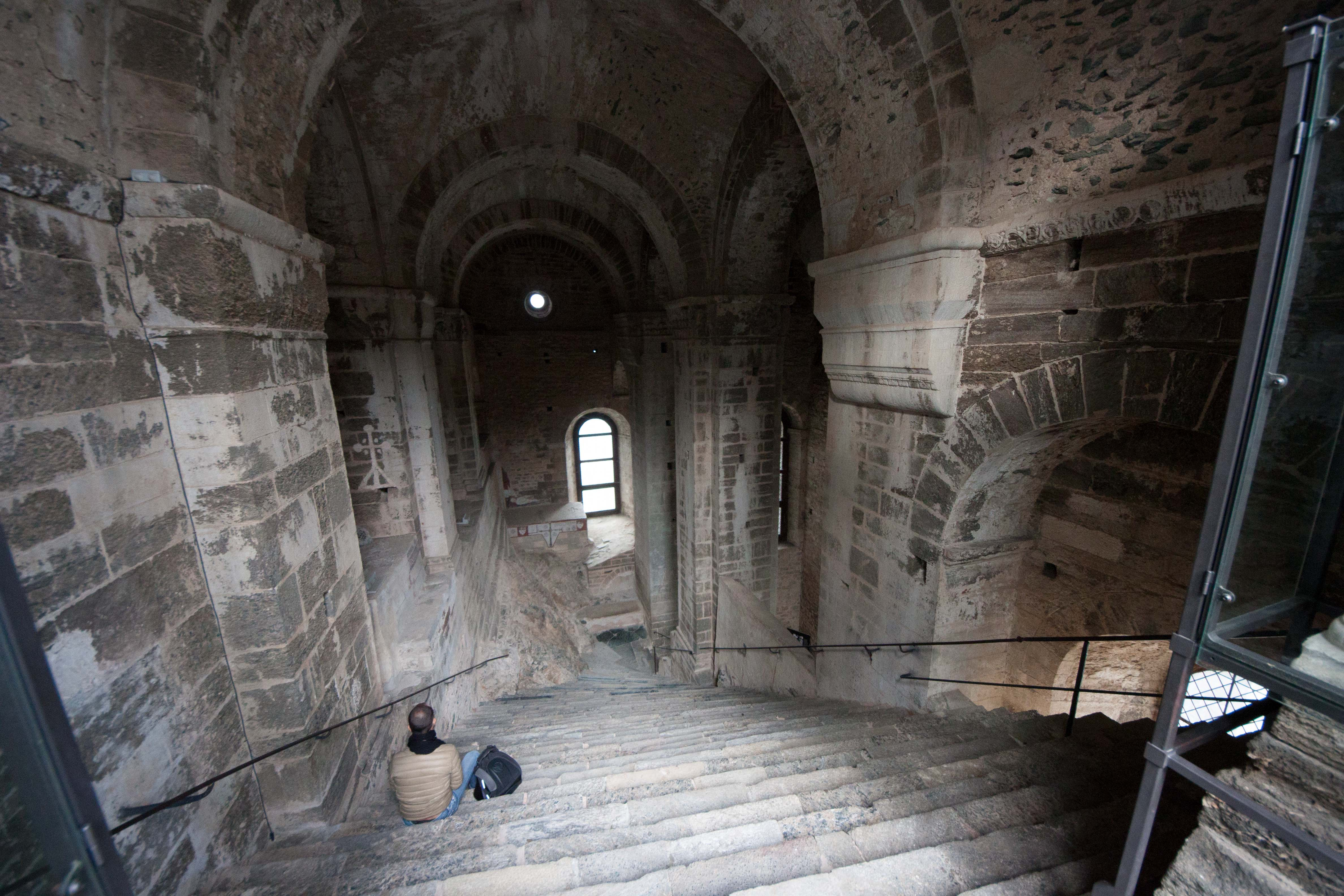
Średniowieczne schody
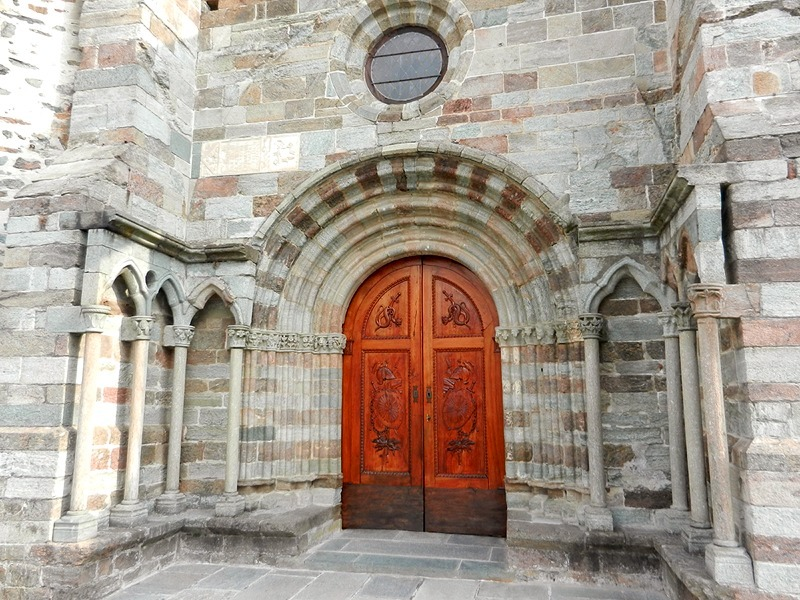
Portal Zodiaku, 1128–1130
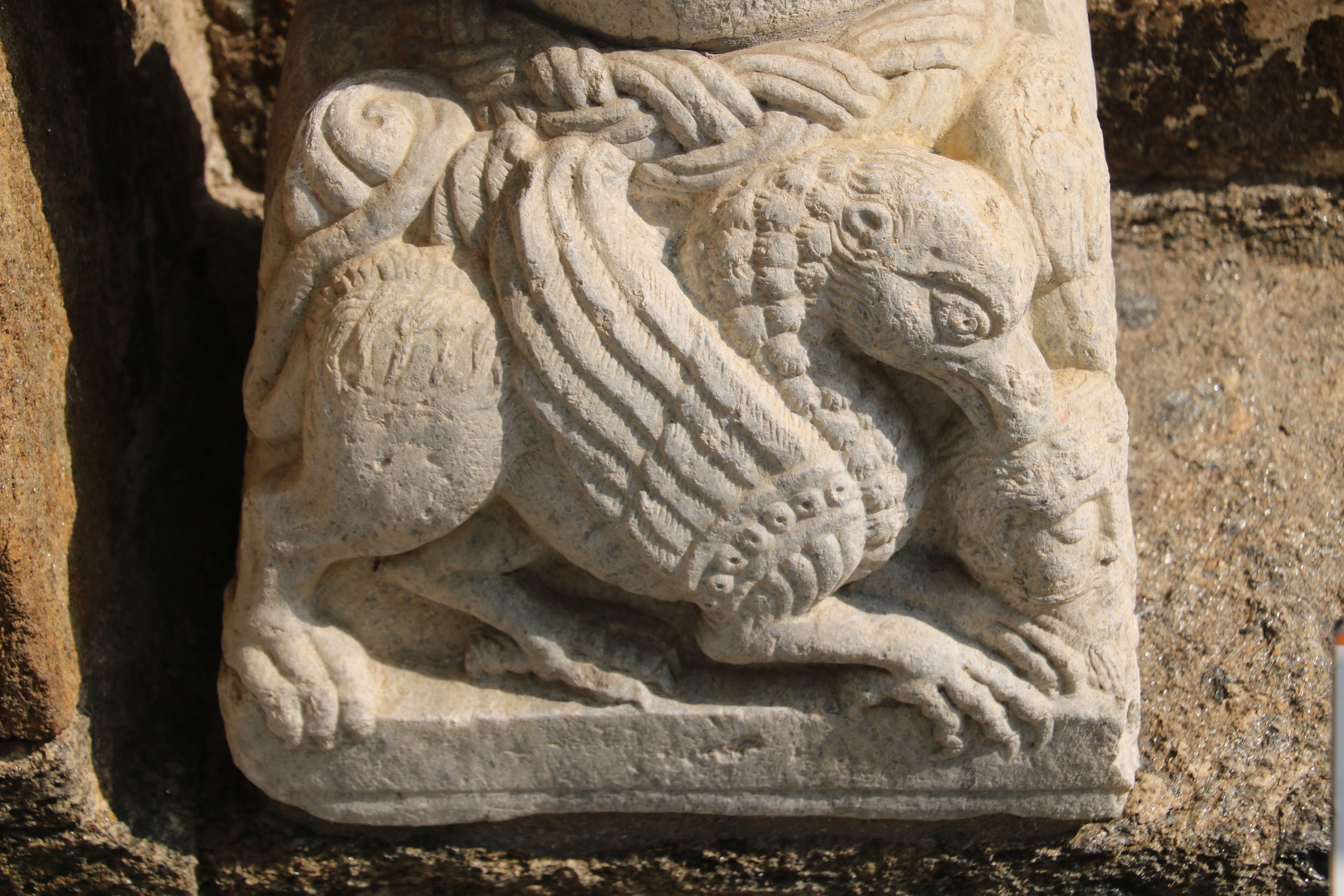
Element zdobienia
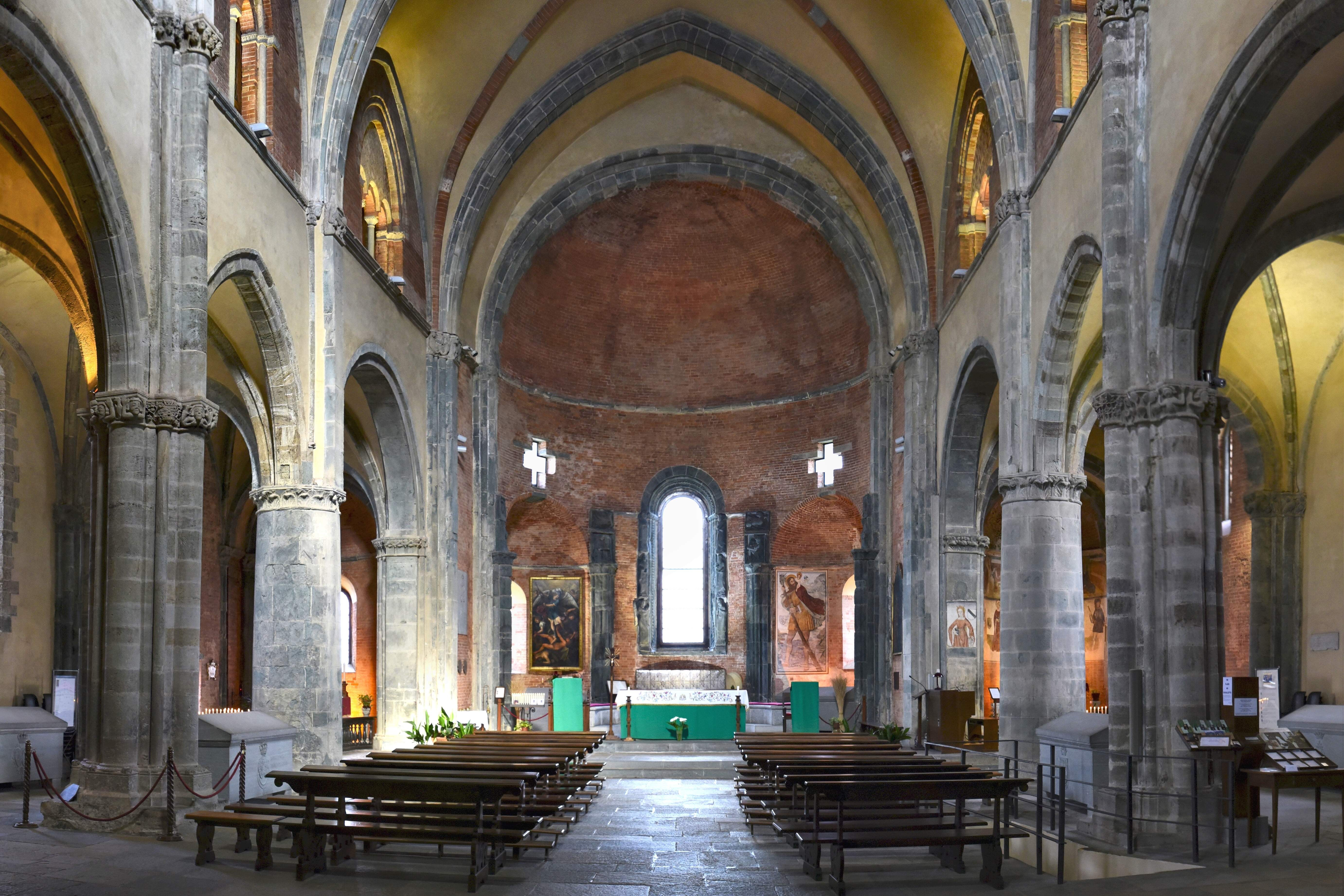
Wnętrze kościoła
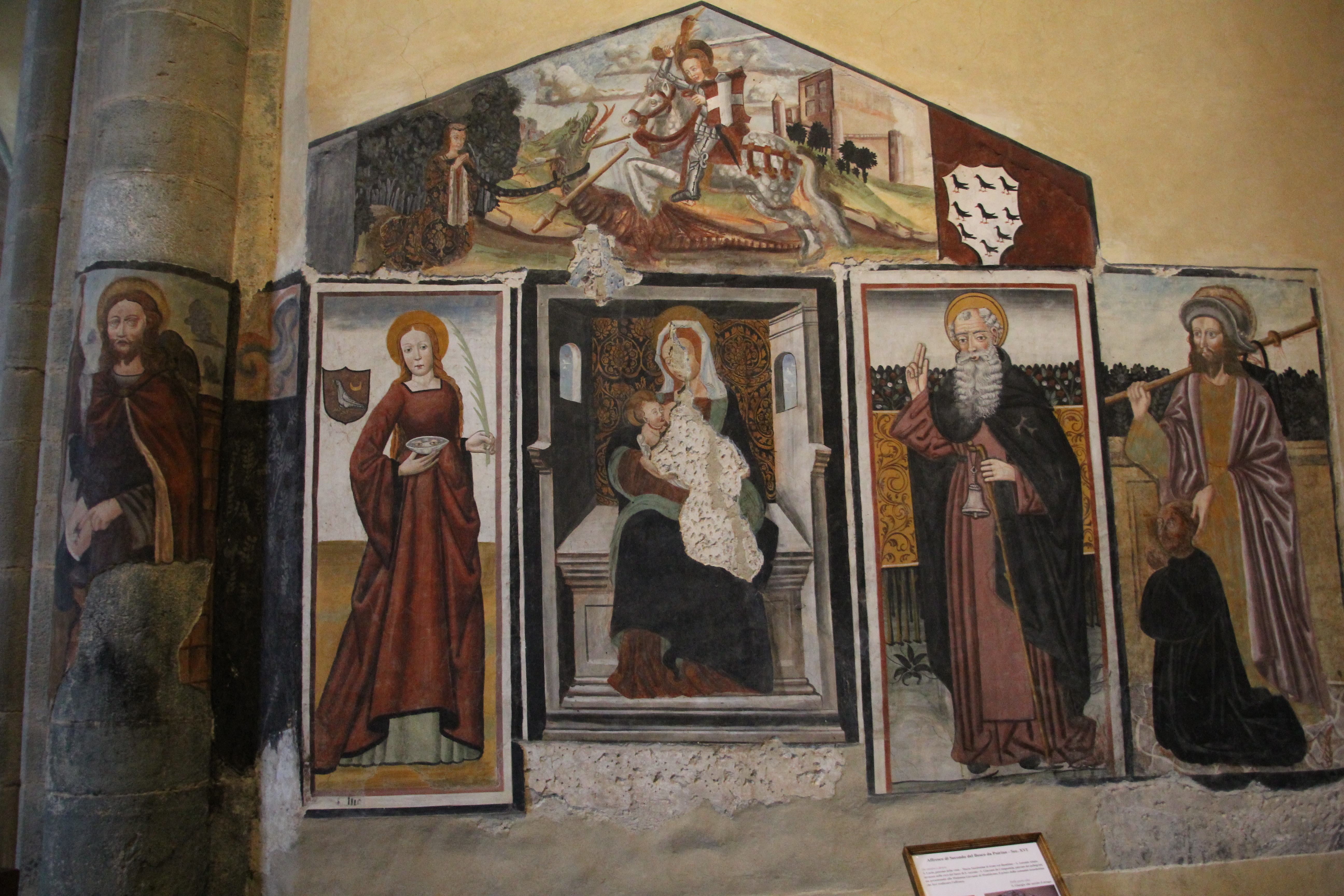
Jeden z fresków
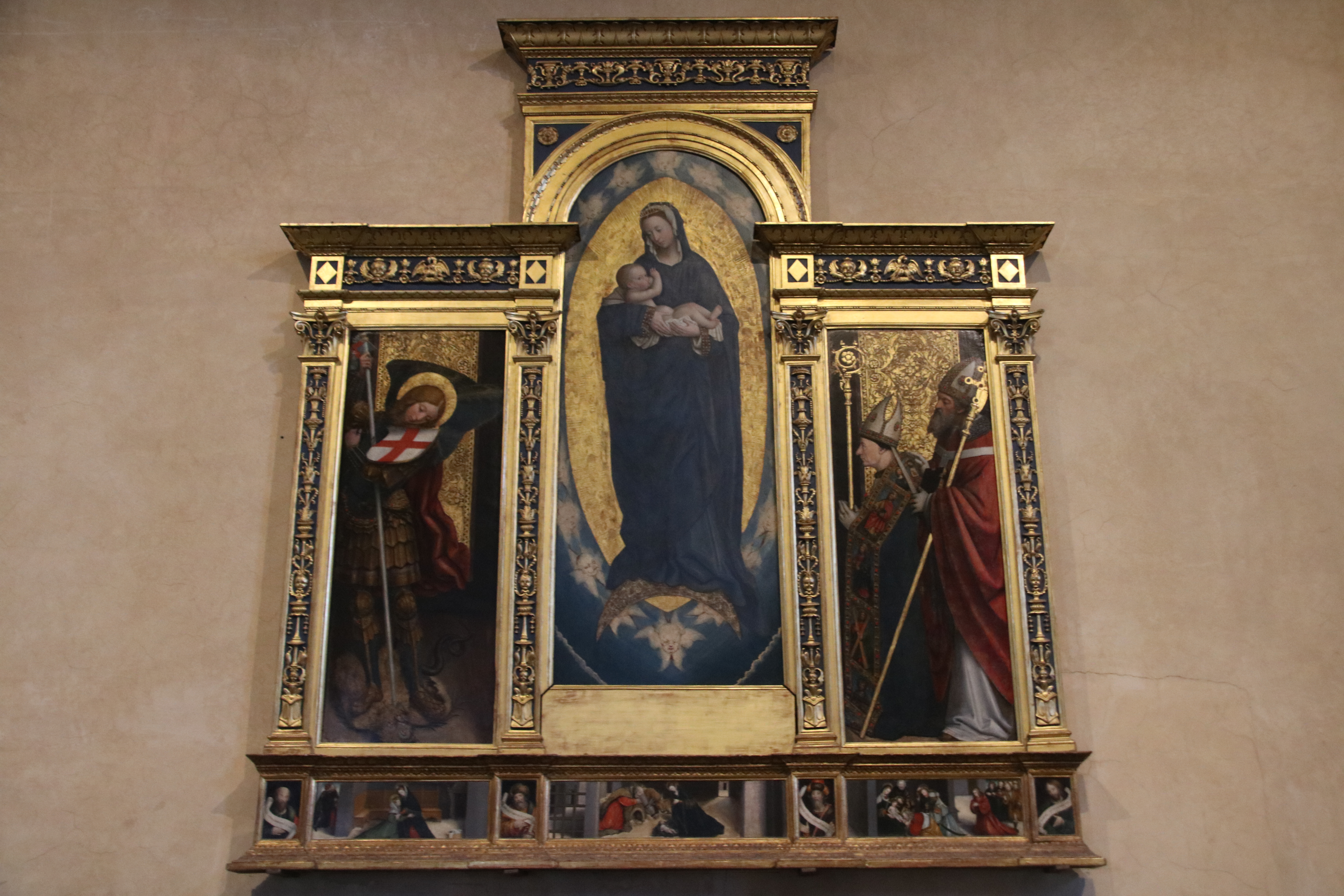
Tryptyk, Defendente Ferrari, XVI w.

## Opaci komendatoryjni
W latach 1381–1826 opactwem zarządzali opaci komendatoryjni. Szereg z nich było znanymi osobistościami kościelnymi, m.in.:
- kard. Antonio de Challant (1411–1421)
- kard. Giovanni Battista Pallavicino (1522–1535)
- kard. Bonifacio Ferrero (1535)
- kard. Filiberto Ferrero (1535–1538)
- kard. Pier Francesco Ferrero (1538–1549)
- kard. Guido Luca Ferrero (1560–1585)
- kard. Michele Bonelli (1585–1598)
- o. Giovanni Botero (1604–1611)
- kard. Maurycy Sabaudzki (1611–1642)
- książę Eugeniusz Sabaudzki (1698–1736)
- kard. Giovanni Giacomo Millo (1742–1757)
- kard. Carlo Alberto Cavalchini (1759–1774)
- kard. Hyacinthe Sigismond Gerdil (1777–1818)